# Matallana (Guadalajara)
Matallana es una aldea española situada en el municipio de Campillo de Ranas (Guadalajara, Castilla-La Mancha), en plena sierra de Ayllón. Antiguamente pertenecía al desaparecido municipio de El Vado. Es un ejemplo típico de la arquitectura negra.

## Descripción

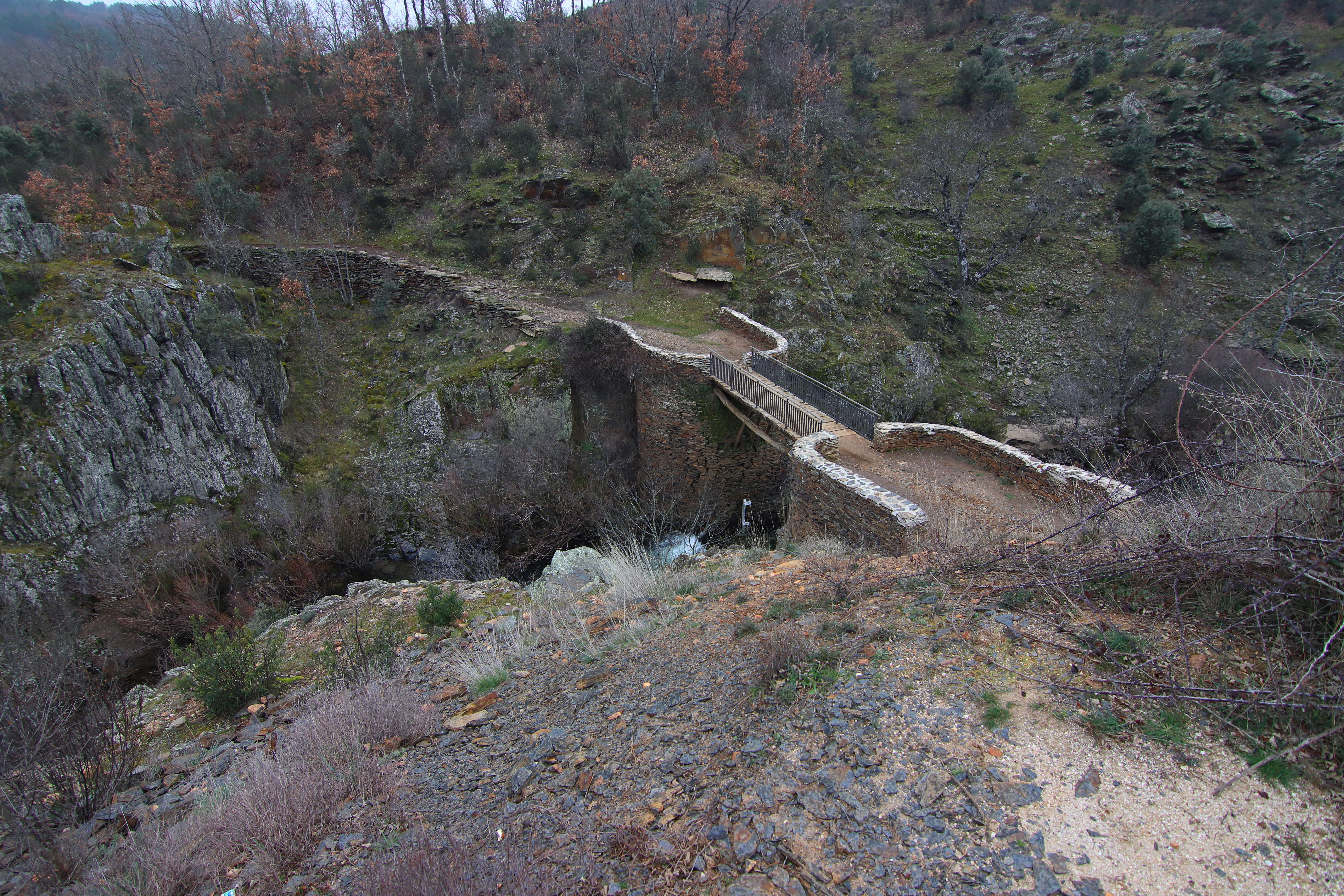
Puente de los Trillos

Tiene una ermita dedicada a San Juan y dos puentes: uno el que lo une a Roblelacasa, el puente de los Trillos (en pie gracias a los trabajos de los habitantes neorrurales del pueblo), y el otro el que lo hacía con Colmenar de la Sierra. Está comunicada a través de una pista forestal con Colmenar de la Sierra y La Vereda.

## Historia
El territorio es repoblado durante la reconquista por la Comunidad de Villa y Tierra de Sepúlveda, quedando encuadrado el pueblo dentro del Ochavo de Sierra.
A mediados del siglo XIX, el lugar, por entonces perteneciente a El Vado, tenía contabilizadas 21 casas. Aparece descrito en el decimoprimer volumen del Diccionario geográfico-estadístico-histórico de España y sus posesiones de Ultramar de Pascual Madoz de la siguiente manera:

MATALLANA: barrio de la v. de el Vado, en la prov. de Guadalajara, part. jud. de Tamajon. sit. á 3/4 de hora de la v. en una llanura circundado de monte encinar; lo forman 21 casas de miserable aspecto y mala construccion; tiene una fuente de buenas aguas y una ermita que en lo antiguo fué parroquia: su térm., pobl., riqueza y contr., se hallan comprendidos en los de la matriz (V. su art.)
(Madoz, 1849, p. 295)

Este pueblo fue expropiado junto con La Vereda y La Vihuela por el ICONA en 1972 para su destrucción y posterior reforestación del territorio y construcción de un embalse sobre el río Jarama. La reforestación con pinos no tuvo lugar y las competencias sobre el pueblo pasaron en la década de 1980 a la Junta de Comunidades de Castilla-La Mancha que lo alquiló en 1988 al Colegio de Arquitectos de Guadalajara que preveía restaurarlo por su interés arquitectónico. Tampoco se llevó a cabo la rehabilitación del pueblo pero se salvó de verse anegado por las aguas en 1995 cuando el Ministerio de Obras Públicas abandonó el proyecto de construir la presa.
Desde los años 1990, Matallana está habitado por un grupo de neorrurales que han reconstruido gran parte de los edificios, respetando su estructura original y los materiales propios de la arquitectura negra y aplicando, en muchos casos, energías renovables.
Entre 2008 y 2010, la Junta de Comunidades de Castilla-La Mancha concedió por licitación a la Asociación Cultural La Vereda el aprovechamiento de los pastos y cultivos, así como el uso y disfrute para tales fines de los edificios y terrenos adyacentes al pueblo de La Vereda, entre los que se incluía Matallana.